# Живојин Блазнавац
Живојин М. Блазнавац (Ваљево, 1835 — Београд, 7. јун 1920) државни саветник и управник Београда у два наврата.

## Живот и каријера
Рођен је 1835. године у Ваљеву. Два пута је био управник Београда и то:
- Од  4. априла 1873 до  13. фебруара 1874.
- Од 25. фебруара 1879 до  17. марта 1887.[3]

Једно време, почев од 1887. године обављао је дужност члана Државног Савета.
Друга београдска гимназија била је смештена у згради која је била његово власништво.
У Смедереву је помагао оснивање градске и школске библиотеке 1869. године, а од 16. новембар 1872. године обављао је дужност начелника Округа смедеревског.
Био је члан Уставотворног одбора 1888. године.
Пензионисан је 1901. године а преминуо је 1920 године у 85 години живота у Београду, где је и сахрањен.

## Признања
- 1877. Таковски крст на прсима установљен 1865, у име признања за заслуге у рату са Турцима 1876. године. Овим орденом одликован је Живојин  Блазнавца, тада окружни начелник, од стране кнеза Милана М. Обреновића IV 12. фебруар 1877. године.[6]
- 1885. Диплома (Nisan-i aziz),[7] која је издавана на нивоу државе заслужним грађанима пре и након почетка Танзимата[8]
- 1899. — Краљевски орден "Милоша Великог" трећег реда. Овим орденом одликован је Живојин  Блазнавца, тада саветника у пензији, Указом краља Александра I Обреновића од 11. април 1899. а за нарочите заслуге за Народну Династију Обреновића.[9]
- 1883. Краљевски орден Белог орла четвртог реда, тада управнику I класе Управе вароши Београда.[10]